# Santo Inácio (distrito)

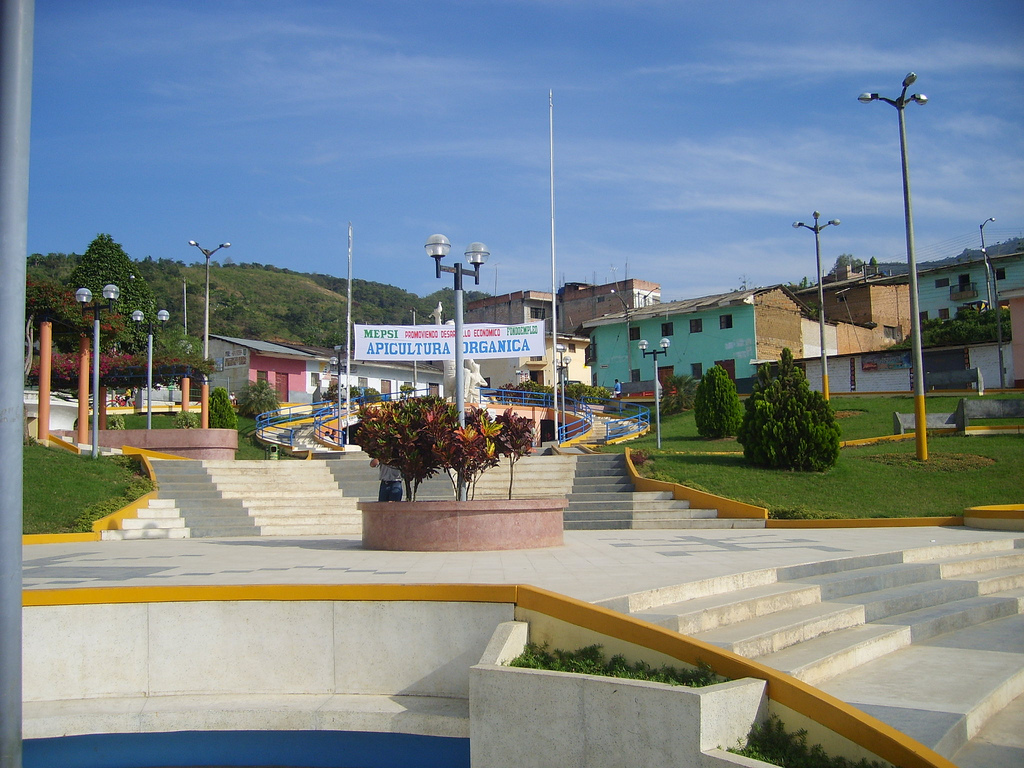
Praça central de Santo Inácio

Santo Inácio (em castelhano:  San Ignacio) é um distrito do Peru, departamento de Cajamarca, localizada na província homônima.

## Transporte
O distrito de Santo Inácio é servido pela seguinte rodovia:
- PE-5N, que liga o distrito de Chanchamayo (Região de Junín) à Ponte Integración (Fronteira Equador-Peru) - e a rodovia equatoriana E682 - no distrito de Namballe (Região de Cajamarca)  [1][2][3]